# Une femme aux enchères
Pour plus de détails, voir Fiche technique et Distribution.
Une femme aux enchères (titre original : The Auction Block) est un film muet américain réalisé par Hobart Henley, sorti en 1926.

## Fiche technique
- Titre original : The Auction Block
- Réalisation : Hobart Henley
- Scénario : Fanny Hatton et Frederic Hatton d'après un roman de Rex Beach
- Production : Metro-Goldwyn-Mayer
- Photographie : John Arnold
- Durée : 70 minutes
- Date de sortie: 
  - États-Unis : 1er février 1926

## Distribution
- Eleanor Boardman : Lorelei Knight
- Charles Ray : Bob Wharton
- Sally O'Neil : Bernice Lane
- Ernest Gillen : Carter Lane
- Charles Clary : Homer Lane

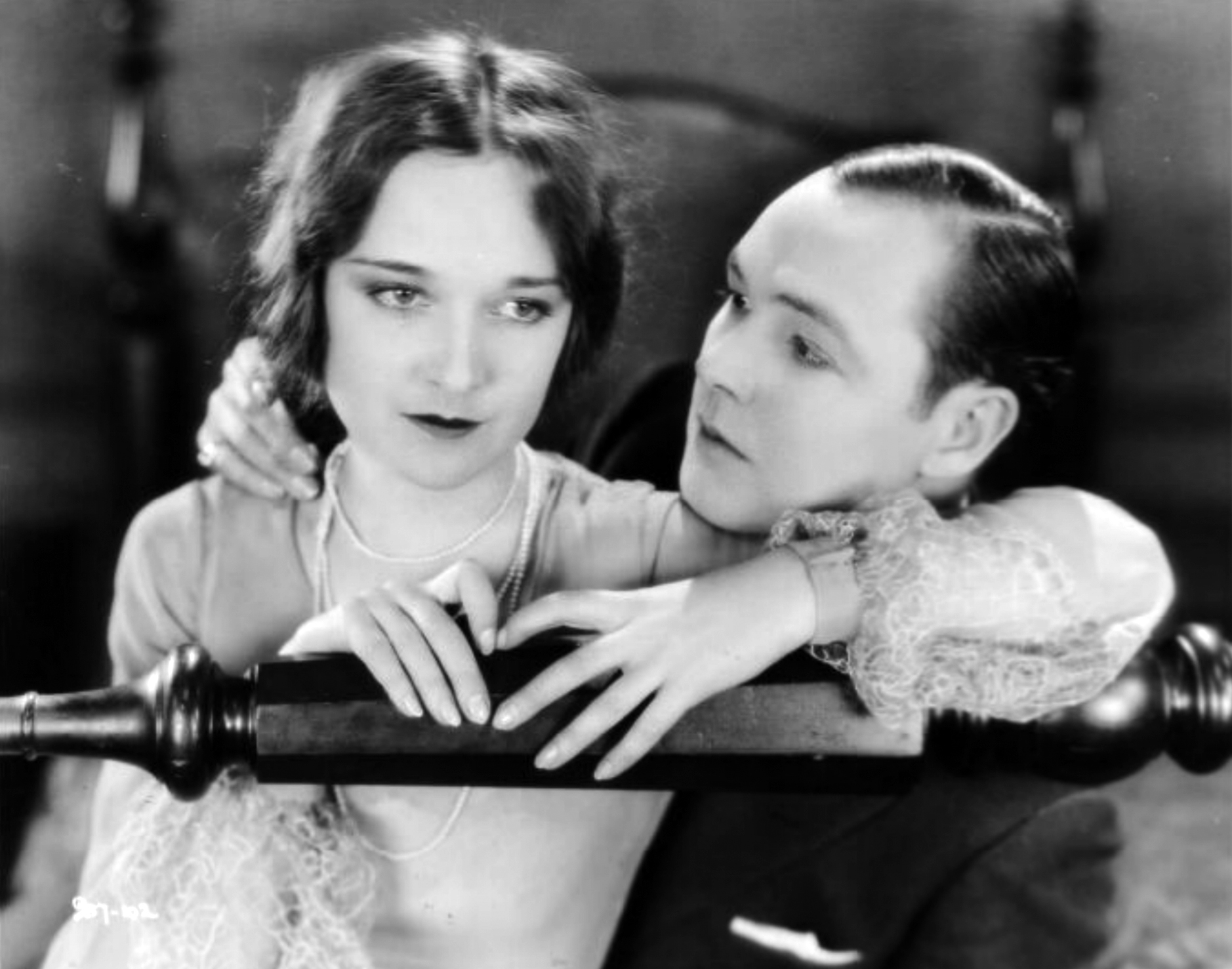
Une scène du film avec Eleanor Boardman et Charles Ray.

- David Torrence : Robert Wharton Sr
- James Corrigan : Mr. Knight
- Forrest Seabury : Edward Blake
- Ned Sparks : Nat Saluson

### Rôles indéterminés
- Betty Blair
- Doris Dawson
- Lillian Knight
- Viola Webster
- Mildred Weingarten